# Oh Susie
Oh Susie — дебютный студийный альбом шведской поп-группы Secret Service, выпущенный в 1979 году. Альбом был записан на студии OAL Studio в Соллентуне (пригороде Стокгольма) и спродюсирован самой группой.

## История альбома
В 1979 году участники группы Secret Service (но ещё под названием Ola+3) записали шведоязычный альбом «Det Känt Som Jag Vandrar Fram» на звукозаписывающей компании Gazell. Вторая композиция на пластинке «Oh Susie (Bara vi två vet)» была услышана двумя диск-жокеями Кристофером и Рикки, работавшими в Café Opera, известном ночном клубе Стокгольма. Они настаивали на том, что песня станет большим хитом, если её переделать с английским текстом. Сингл «Oh Susie» прозвучал на Радио Люксембург, распространился по всему континенту, а также стал хитом в Южной Америке. Участники думали, что это будет только одна запись, поэтому они хотели сохранить секретность, отсюда и название Secret Service. Второй сингл «Ten O'Clock Postman» занял второе место в чартах Западной Германии и четвертое место в чартах Японии. «Darling, You're My Girl» также была выпущена как сингл.

## Список композиций
| No. | Название песни                | Длительность | Авторы                          |
| --- | ----------------------------- | ------------ | ------------------------------- |
| 1.  | «Ten O’Clock Postman»         | 3:38         | Тим Норелл, Бьорн Хокансон      |
| 2.  | «Hey Johnny»                  | 4:19         | Тим Норелл, Бьорн Хокансон      |
| 3.  | «Give Me Your Love»           | 3:37         | Тим Норелл, Бьорн Хокансон      |
| 4.  | «Oh, Susie»                   | 4:36         | Тим Норелл, Бьорн Хокансон      |
| 5.  | «Darling, You’re My Girl»     | 3:41         | Тим Норелл, Бьорн Хокансон      |
| 6.  | «She Wants Me»                | 3:06         | Тим Норелл, Бьорн Хокансон      |
| 7.  | «Why Don’t You Try the Phone» | 3:24         | Тим Норелл, Бьорн Хокансон      |
| 8.  | «Angel on Wheels»             | 3:01         | Тим Норелл, Бьорн Хокансон      |
| 9.  | «Family Delight»              | 3:22         | Аксель Гордебек, Бьорн Хокансон |

## Участники записи[9]
- Ула Хоканссон – вокал, исполнительный продюсер альбома
- Лейф Паулсен – бас
- Лейф Йоханссон – барабаны
- Ове Норстен – инженер звукозаписи
- Тонни Линдберг – гитара
- Тим Норелл, Улф Вальберг – клавишные
- Дан Алквист – дизайн
- Андерс Вольмарк, Матс Далунд – фото на обложку